# Antonio Palazuelos Manso
Antonio Palazuelos Manso (* im 20. Jahrhundert) ist ein spanischer Ökonom.
Palazuelos studierte Wirtschaftswissenschaft und Soziologie an der Universität Complutense Madrid, wo er promovierte und seit 1985 Professor ist.